# .gr
.gr je internetová národní doména nejvyššího řádu pro Řecko.
Registrace provádějí akreditovaní registrátoři. Lze registrovat i domény s písmeny řecké abecedy.